# Baureihe 101
Baureihe 101 – niemiecka lokomotywa elektryczna wyprodukowana w 145 egzemplarzach w latach 1996–1999 przez zakłady Adtranz.
Wszystkie wybudowane lokomotywy tej serii są własnością przedsiębiorstwa DB Fernverkehr. Zastąpiły one wyprodukowane na początku lat 70. lokomotywy Baureihe 103. Powstały również 33 lokomotywy ALP-46 przeznaczone dla New Jersey Transit o konstrukcji bazującej na lokomotywach Baureihe 101.
Lokomotywy są napędzane silnikami elektrycznymi zasilanymi prądem trójfazowym.